# Hallenweltmeisterschaften im Bogenschießen 2018
Die 14. Hallenweltmeisterschaften im Bogenschießen wurden vom 14. bis 19. Februar 2018 in Yankton im US-Bundesstaat South Dakota ausgetragen.

## Ergebnisse

### Recurvebogen
| Disziplin         | Gold                                                        | Silber                                                               | Bronze                                                                 |
| ----------------- | ----------------------------------------------------------- | -------------------------------------------------------------------- | ---------------------------------------------------------------------- |
| Männer Einzel     | Sjef van den Berg                                           | Daisuke Tomatsu                                                      | Taylor Worth                                                           |
| Frauen Einzel     | Elena Richter                                               | Aída Román                                                           | Audrey Adiceom                                                         |
| Männer Mannschaft | Niederlande Sjef van den Berg Rick van der Ven Steve Wijler | Australien Astin Darcy Ryan Tyack Taylor Worth                       | Ukraine Oleksij Hunbin Heorhij Iwanyzkyj Wiktor Ruban                  |
| Frauen Mannschaft | Deutschland Michelle Kroppen Elena Richter Lisa Unruh       | Russland Tujana Daschidorschijewa Jelena Ossipowa Sajana Zyrempilowa | Ukraine Weronika Martschenko Anastassija Pawlowa Solomija Trapesnikowa |

### Compoundbogen
| Disziplin         | Gold                                                             | Silber                                                              | Bronze                                              |
| ----------------- | ---------------------------------------------------------------- | ------------------------------------------------------------------- | --------------------------------------------------- |
| Männer Einzel     | Mike Schloesser                                                  | Sergio Pagni                                                        | Jesse Broadwater                                    |
| Frauen Einzel     | Natalja Awdejewa                                                 | Yeşim Bostan                                                        | Dawn Groszko                                        |
| Männer Mannschaft | Vereinigte Staaten Jesse Broadwater Tate Morgan Kristofer Schaff | Italien Viviano Mior Sergio Pagni Alberto Simonelli                 | Niederlande Peter Elzinga Sil Pater Mike Schloesser |
| Frauen Mannschaft | Vereinigte Staaten Mary Hamm Paige Pearce-Gore Breanna Theodore  | Russland Natalja Awdejewa Wiktorija Balschanowa Alexandra Sawenkowa | Kanada Dawn Groszko Madison Hart Fiona McClean      |

## Medaillenspiegel
| Platz  | Land               | Gold | Silber | Bronze | Gesamt |
| ------ | ------------------ | ---- | ------ | ------ | ------ |
| 1      | Niederlande        | 3    | –      | 1      | 4      |
| 2      | Vereinigte Staaten | 2    | –      | 1      | 3      |
| 3      | Deutschland        | 2    | –      | –      | 2      |
| 4      | Russland           | 1    | 2      | –      | 3      |
| 5      | Italien            | –    | 2      | –      | 2      |
| 6      | Australien         | –    | 1      | 1      | 2      |
| 7      | Japan              | –    | 1      | –      | 1      |
| 7      | Mexiko             |      | 1      | –      | 1      |
| 7      | Türkei             | –    | 1      | –      | 1      |
| 10     | Kanada             | –    | –      | 2      | 2      |
| 10     | Ukraine            |      | –      | 2      | 2      |
| 12     | Frankreich         | –    | –      | 1      | 1      |
| Gesamt | Gesamt             | 8    | 8      | 8      | 24     |